# James Gregory (astronomo)
James Gregory (Drumoak, 1638 – Edimburgo, 1675) è stato un matematico e astronomo scozzese.

## Biografia

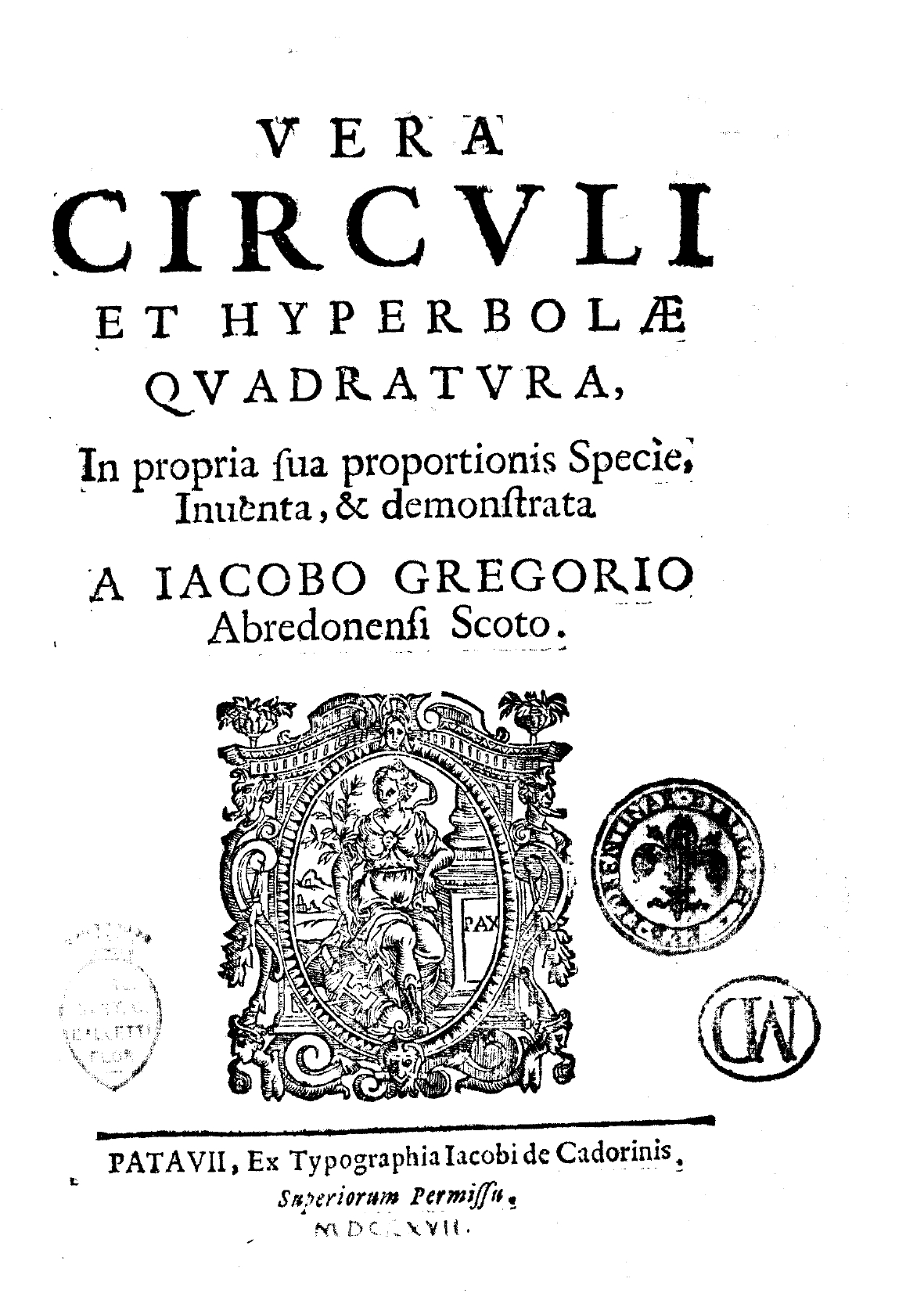
Vera circuli et hyperbolae quadratura, 1667

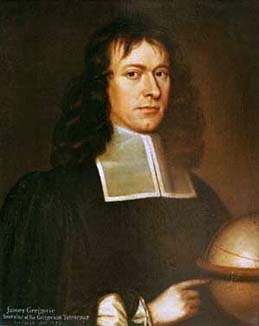
James Gregory (astronomo)

Dopo aver apprese le prime nozioni di geometria dalla madre, a 13 anni legge con facilità gli Elementi di Euclide. Studia all'Università di Aberdeen e si dedica all'ottica scrivendo un libro dal titolo Optica Promota nel quale sviluppa la teoria dell'ottica e teorizza il progetto di un nuovo tipo di telescopio, detto telescopio gregoriano (il primo telescopio a riflessione sarà però costruito nel 1668 da Isaac Newton mentre quello gregoriano sarà costruito per la prima volta da Robert Hooke nel 1673). Nel 1663 si trasferisce a Londra dove diventa amico di Collins e fa pubblicare il suo libro.
Dal 1664 al 1668 si reca in Italia e soggiorna gran parte del tempo all'Università di Padova, dove entra in contatto con Stefano degli Angeli dal quale apprende come trattare gli sviluppi in serie delle funzioni. Prima di lasciare Padova pubblica la Geometriae pars universalis. Nell'estate del 1668 risiede a Londra e da qui entra in corrispondenza con Huygens.
Nel 1668 Gregory entra anche nella Royal Society per merito di Robert Moray che ottiene anche che Carlo II d'Inghilterra istituisca una cattedra regia di matematica all'Università di Saint Andrews a lui destinata. Qui trova un ambiente poco ricettivo, ma riesce a lavorare con brillanti risultati. Riceve e legge il libro Lectiones Geometricae di Isaac Barrow. Inoltre da una penna di uccello ricavò il primo reticolo a diffrazione e compì varie osservazioni astronomiche e in particolare effettuò osservazioni su un'eclissi della Luna in collaborazione con astronomi di Parigi.
Tra le scoperte un tempo ignorate di Gregory vanno ricordate: il teorema di Taylor, trovato nel 1671 (Taylor lo pubblicherà nel 1715); la risoluzione del problema di Keplero sulla divisione di un semicerchio con un segmento per un punto dato del diametro, mediante applicazione della serie di Taylor e servendosi del criterio del rapporto per la convergenza delle serie trovato poi da Cauchy; definizione di integrale con la generalità raggiunta successivamente da Riemann; avvio dei tentativi di dimostrare la trascendenza di e e di π; sospetto che le equazioni di grado superiore al quarto non possano essere risolte per radicali.
Fu anche docente di matematica presso l'Università di Edimburgo e fu maestro del giovane Robert Wallace, che ricopriva il ruolo di assistente personale.

## Opere
- (LA) James Gregory, Vera circuli et hyperbolae quadratura, in propria sua proportionis specie, inventa et demonstrata, Patauii, Ex typographia Iacobi de Cadorinis, 1667. URL consultato il 15 giugno 2015.
- (LA) James Gregory, Exercitationes geometricae, Londini, Moses Pitt, 1668. URL consultato il 15 giugno 2015.
- (LA) James Gregory, Geometriae pars universalis inserviens quantitatum curvarum transmutationi et mensurae, Patauii, typis heredum Pauli Frambotti, 1668. URL consultato il 15 giugno 2015.